# Overtorture
Overtorture ist eine schwedische Death-Metal-Band aus Stockholm, die im Jahr 2011 gegründet wurde.

## Geschichte
Die Band wurde in der zweiten Hälfte des Jahres 2011 gegründet und bestand aus dem Gitarristen Magnus Martinsson, dem Schlagzeuger Fredrik Widigs, dem Sänger Joel Fornbrant und dem Bassisten Jonas Torndal. Die Mitglieder waren zuvor bereits bei Bands wie Grave, Coldworker, Demonical, The Ugly und Witchery aktiv. Nachdem die Band ihre ersten Lieder geschrieben hatte, nahm sie im Oktober acht Demosongs auf. Hiervon wurde jedoch nur das Lied Slaves to the Atom veröffentlicht. In den folgenden Monaten machte sich die Gruppe auf die Suche nach einem Labelvertrag und arbeitete zudem weiter an den Liedern und schrieb außerdem noch weitere neue. Im März beendete die Band ihre Suche nach einem zweiten Gitarristen, da Andreas Hemmander, welcher zuvor bereits mit Martinsson in einer Band gespielt hatte, zur Besetzung kam. Kurze Zeit später erreichte sie einen Vertrag bei Apostasy Records. Im Mai und Juni 2012 nahm die Band ihr Debütalbum At the End the Dead Await in mehreren Studios auf. Das Material wurde von Ola Englund von Six Feet Under und The Haunted abgemischt und gemastert. Nachdem im Herbst 2012 Joakim Antman, der bereits zuvor mit Widigs bei The Ugly gespielt hatte, als neuer Bassist zur Band gekommen war, erschien das Album Anfang 2013. Ihren ersten Auftritt hielt die Band am 22. März 2013 in Stockholm zusammen mit Hypocrisy ab. Im September folgte die erste Deutschlandtournee, wobei sie auch zusammen mit Nile auftrat. 2015 erschien das zweite Album A Trail of Death, das von Sverker Wildgren von Demonical abgemischt und gemastert worden war. Die Band hatte die Lieder in Martinssons Tonstudio aufgenommen, nur das Schlagzeug war in Wildgrens Wing Studios aufgenommen.

## Stil
Patrick Schmidt vom Rock Hard beschrieb die Musik auf A Trail of Death als Death Metal im Stil von Grave und Demonical. Eine Ausgabe zuvor hatte Gretha Breuer das Album rezensiert. Die Gitarre Martinssons klinge sowohl nach schwedischem als auch nach US-amerikanischem Death Metal. Der Gesang sei klassisch gegrowlt. In den Liedern würden die Melodien meist im Hintergrund gehalten werden. Andreas Schiffmann rezensierte in derselben Ausgabe das Album ebenfalls. Die Texte seien austauschbar und es gebe „tausend Mal gehörte Riffs und Wendungen“ wodurch sich nur durchschnittlicher Death Metal ergebe. Auch Thomas Sonder vom Metal Hammer merkte in seiner Rezension zu At the End the Dead Await an, dass die Band hierauf nur bereits bekanntes imitiere. Er bezeichnete die Musik als schwedischen Death Metal mit Thrash-Metal-Anleihen. Gelegentlich verarbeite die Gruppe allerdings auch eigene Ideen in den Lieder. Der Einsatz von Doublebass sei ebenfalls charakteristisch für die Lieder.

## Diskografie
- 2013: At the End the Dead Await (Album, Apostasy Records)
- 2015: A Trail of Death (Album, Apostasy Records)